# ITIL 4
ITIL 4 is de vierde editie van de Information Technology Infrastructure Library (ITIL), een referentiekader voor het inrichten van de beheerprocessen binnen een ICT-organisatie. ITIL is geen methode of model, maar eerder een reeks van best practices (beste praktijkoplossingen) en concepten, om te zorgen dat een (IT-)dienstverlener zijn werk efficiënt en effectief kan verrichten, en op die manier waardevol is voor zijn klanten en andere ketenpartners. Het resultaat van procesimplementatie met behulp van ITIL is vergelijkbaar met de ISO 9000-regulering in de niet-ICT-branche, waarbij alle onderdelen van de organisatie zijn beschreven en in een bepaalde hiërarchie qua bevoegdheid/verantwoordelijkheid zijn gerangschikt. Sinds het ontstaan van ITIL in de jaren 80 is ITIL verschillende malen vernieuwd. Dit artikel beschrijft de kenmerken van ITIL 4. Het eerste deel van ITIL 4 (ITIL Foundation), met daarin de basiskenmerken, werd gepubliceerd op 18 februari 2019. De verdiepende fasen (ITIL Managing Professional en ITIL Strategic Leader) volgden later.
Het kernbegrip van ITIL 4 is het servicewaardesysteem. Dit model bevat alle aspecten die een dienstverlener op orde dient te hebben om er zeker van te zijn dat de organisatie van toegevoegde waarde is voor klanten en andere ketenpartners. ITIL 4 richt zich ook op organisaties die via digitale transformatie andere diensten willen leveren of hun diensten anders willen leveren.

## ITIL 4 versus ITIL V3
De officiële naam voor ITIL 4 is ITIL® 4. De 4 in de naam verwijst niet naar een versienummer, maar naar de Vierde Industriële Revolutie. Qua werkprocessen is er de nodige overlap tussen de twee methodieken. De overkoepelende benadering van beide methodieken is echter verschillend. 
Het raamwerk ITIL V3 gaat uit van een watervalmethode waarin diensten worden worden bedacht, ontworpen, gebouwd en ondersteund. De verschillende fases volgen elkaar op volgens een vastomlijnde levenscyclus, en gedurende het project verandert er niets aan de eisen. De levenscyclus, die in ITIL V3 uit vijf fasen bestaat, is een soort kwaliteitscirkel waarin een dienstverlener zichzelf steeds probeert te verbeteren, om zo waardevol en relevant te blijven. Elke fase in de levenscyclus van beheer kent haar eigen functies (waaronder servicedesk of applicatiebeheer) en werkprocessen (waaronder veranderingsmanagement, incidentbeheer of relatiebeheer).
Sinds de uitgave van ITIL V3 uit 2007 en de 2011-editie ervan maakte de IT-industrie een flinke ontwikkeling door, waardoor de watervalmethode van ITIL V3 niet meer overal aansloot op de behoeften van IT-dienstverleners. Zo raakten door de introductie van DevOps en Agile bij verschillende organisaties de service- en ontwikkelafdelingen met elkaar verweven, en werden de cycli van oplevering verkort. Ook de introductie van clouddiensten zorgde voor andere behoeften en verantwoordelijkheden op het gebied van beheer. Daarnaast verschenen er verschillende raamwerken voor IT-servicemanagement op de markt, zoals VeriSM, SIAM en FitSM.
Om aan de veranderende behoeften tegemoet te komen, werd er met ITIL 4 een nieuwe benadering ontwikkeld, het ITIL-servicewaardesysteem (SWS). Het systeem bestaat uit vijf componenten: 
1. De servicewaardeketen (de activiteiten die nodig zijn om de geleverde service van waarde te laten zijn)
2. Best practices (oplossingen die hun nut in de praktijk bewezen hebben)
3. Richtinggevende principes (een verzameling nuttige aanbevelingen)
4. Governance (het toezicht houden op goede dienstverlening)
5. Continue verbetering

De nieuwe benadering is pragmatischer van aanpak. De levenscyclus van ITIL V3 is nog wel in het model te herkennen, maar er is niet langer een vaste volgorde waarin stappen genomen dienen te worden. Het is aan de organisatie zelf om te bepalen welke werkprocessen er van toepassing zijn, en in welke volgorde deze worden uitgevoerd, al naargelang hoe de organisatie is ingericht. Daarnaast draait het in ITIL 4 niet langer om het creëren van waarde voor anderen, maar om het creëren van waarde mét anderen. Samenwerken met leveranciers, klanten en gebruikers is dan ook een van de kernpunten in de servicewaardeketen, om samen toegevoegde waarde te ontwikkelen voor alle betrokkenen. Dit wordt onderstreept met de vier dimensies van servicemanagement. 

## Het ITIL-servicewaardesysteem
Het ITIL-servicewaardesysteem bestaat uit de servicewaardeketen, best practices, richtinggevende principes, governance en continue verbetering. 

### Servicewaardeketen
De servicewaardeketen is het centrale deel van het servicewaardesysteem. Het omvat alle activiteiten die nodig zijn om vanuit een vraag (van bijvoorbeeld een klant of leverancier) een waarde te creëren, ofwel van meerwaarde te kunnen zijn. Deze zes activiteiten zijn plannen, verbeteren, betrekken, ontwerp en transitie, verkrijgen/bouwen en opleveren en ondersteunen. 

### Best practices
ITIL 4 onderkent 34 practices. Deze zijn te vergelijken met de processen uit ITIL V3, maar zijn breder opgezet. De practices zijn:
| Algemene managementpraktijken      | Servicemanagement-praktijken        | Technische beheerpraktijken           |
| ---------------------------------- | ----------------------------------- | ------------------------------------- |
| Architectuurmanagement             | Bedrijfsanalyse                     | Infrastructuur- en platformmanagement |
| Financieel management van services | Beschikbaarheidsmanagement          | Software-ontwikkeling en -management  |
| Informatiebeveiligingsmanagement   | Capaciteits- en prestatiemanagement | Uitrolmanagement                      |
| Kennismanagement                   | Change enablement                   |                                       |
| Leveranciersmanagement             | Incident management                 |                                       |
| Meting en rapportage               | IT-assetmanagement                  |                                       |
| Organisatieverandermanagement      | Monitoring en eventmanagement       |                                       |
| Personeels- en talentmanagement    | Problemmanagement                   |                                       |
| Portfoliomanagement                | Releasemanagement                   |                                       |
| Projectmanagement                  | Servicecatalogusmanagement          |                                       |
| Relatiemanagement                  | Serviceconfiguratiemanagement       |                                       |
| Risicomanagement                   | Servicecontinuïteitsmanagement      |                                       |
| Strategiemanagement                | Servicedesk                         |                                       |
| Voortdurend verbeteren             | Servicelevelmanagement              |                                       |
|                                    | Serviceontwerp                      |                                       |
|                                    | Servicerequestmanagement            |                                       |
|                                    | Servicevalidatie en testen          |                                       |

### Richtinggevende principes
ITIL 4 doet zeven aanbevelingen die een organisatie kunnen helpen bij het toe- en aanpassen van servicebeheer. Al deze zogeheten richtinggevende principes kunnen universeel worden toegepast in elke organisatie.
1. Concentreer op waarde;
  1. Alles wat de organisatie onderneemt, moet op een of andere manier van waarde zijn voor de organisatie zelf, haar klanten en andere belanghebbenden.
  2. Alles wat de medewerkers ondernemen, moet gericht zijn op het leveren van waarde, of het nu gaat om operationele taken of om taken in een verbeterproces
  3. Je kunt als organisatie pas echt van waarde zijn voor een klant, als je weet hoe je klanten je product gebruiken en wat hun behoeften zijn. Klant- en gebruikerservaringen kunnen hierbij helpen.
2. Begin waar je bent;
  1. Zorg dat je eerst de huidige situatie goed in kaart hebt. Pas dan kun je een goede start maken voor verbetering.
  2. Breng de huidige situatie objectief in kaart. Bepaal daarna wat kan worden hergebruikt en wat er nieuw bij moet komen.
3. Maak iteratieve voortgang met feedback;
  1. Voer verbeteringen agile uit, ofwel in kleine stappen, en maak het resultaat na elke stap beschikbaar voor belanghebbenden, zodat deze erop kunnen reageren.
  2. Gebruik de terugkoppeling van de belanghebbenden voor nieuwe verbeteringen en om de behoeften van de belanghebbenden beter te begrijpen
  3. Hou de stappen klein, zodat problemen sneller gevonden en verholpen kunnen worden
  4. De uitkomst van elke stap moet ten minste een minimum levensvatbaar product opleveren
4. Werk samen en bevorder zichtbaarheid;
  1. Als alle betrokkenen goed samenwerken, bijvoorbeeld met DevOps, stimuleer je daarmee langdurig succes.
  2. Als het van elke betrokkene duidelijk is wat hij bijdraagt aan de organisatie, begrijpen de verschillende belanghebbenden elkaar beter en weet men wat men aan elkaar heeft.
  3. Zorg dat de werkstroom en de voortgang voor de belanghebbenden transparant is, bijvoorbeeld met Kanban-borden
  4. Zorg dat de communicatie tussen alle belanghebbenden transparant is
  5. Zorg dat alle belanghebbenden elkaar vertrouwen en niemand op een eiland komt te zitten.
5. Denk en werk holistisch;
  1. Werk vanuit de vier dimensies van servicemanagement (zie verderop in dit artikel)
  2. Werk samen met alle belanghebbenden
6. Houd het eenvoudig en praktisch;
  1. Beperk het aantal stappen, die je nodig hebt om je doel te bereiken, tot het minimale
  2. Focus eerst op de eenvoudige en praktische oplossing. Complexiteit introduceren om uitzonderingen mee op te vangen kan altijd nog.
  3. Is er ergens een onderdeel dat geen waarde oplevert, of die niet nuttig is, laat dat onderdeel dan weg.
  4. Iets dat eenvoudig is opgezet, is ook makkelijk in gebruik, en levert misschien zelfs quick wins op.
  5. Dit principe kun je toepassen op processen, diensten, acties, activiteiten en meetwaarden.
7. Optimaliseren en automatiseren;
  1. Maak iets niet effectiever of efficiënter dan nodig
  2. Automatiseer zo mogelijk alle taken die zich periodiek herhalen, maar pas nadat ze zijn geoptimaliseerd.

### Governance
Het governance-orgaan is een instantie binnen of buiten de organisatie die toezicht houdt, en de activiteiten van de organisatie evalueert, stuurt en bewaakt. Dit is bijvoorbeeld een Raad van bestuur of een Raad van toezicht.

### Continue verbetering
Het voortdurend (willen) verbeteren is van toepassing op alle onderdelen van ITIL 4. 

## Vier dimensies van servicemanagement
Naast de Service value system stelt ITIL 4 dat alle aspecten uit het Servicewaardesysteem moeten worden bekeken vanuit 4 dimensies:
1. Organisaties en mensen
2. Informatie en technologie
3. Partners en leveranciers
4. Waardestromen en processen

## Certificering

### Kwalificaties en Modules
Het ITIL 4-certificeringsschema bestaat uit een introductiemodule, drie verdiepende kwalificaties en een aantal Extension modules. De overgangsmodule voor bezitters van ITIL V3-kwalificaties is inmiddels uitgefaseerd. Daarnaast is er nog een Master kwalificatie. 
- ITIL 4 Foundation (basismodule)
- ITIL Managing Professional modules: 
  - Create, Deliver & Support
  - Drive Stakeholder Value
  - High Velocity IT
  - Direct, Plan & Improve
- ITIL Strategic Leader modules: 
  - Direct, Plan & Improve
  - Digital & IT Strategy
- ITIL Practice manager modules:
  - Monitor, Support & Fulfil (Incident management, Problem management, Service desk, Service request management en Monitoring & Event management)
  - Plan, Implement & Control (Change enablement, Release management, Deployment management, Service configuration management en IT-Asset management)
  - Collaborate, Assure & Improve (Continual Improvement, Service level management, Supplier management, Relationship management en Information security management)
  - Create, Deliver & Support
- Extension modules:
  - Acquiring & managing cloud services
  - Sustainability in Digital & IT
  - Business relationship management
  - IT asset management
- ITIL Managing Professional Transition (overgangsmodule)

- ITIL Master. Vereist: ITIL Managing Professional en ITIL Strategic Leader en minimaal één van de Practice Manager modules.